# 名港中央大橋
名港中央大橋（めいこうちゅうおうおおはし）は、伊勢湾岸自動車道伊勢湾岸道路の名港潮見IC（名古屋市港区潮見町）から名港中央IC（名古屋市港区金城ふ頭）の間にある橋梁。名古屋港を横断する名港トリトン（名港東大橋、名港中央大橋、名港西大橋）のひとつである。

## 概要
名港中央大橋（以下、中央大橋と表記）は名古屋港の人工島である金城ふ頭と潮見ふ頭に跨る橋長1170 m、中央径間590 mの鋼斜張橋である。また、名古屋港を航行する大型船の航行を考慮して海上面47mの空間を確保するなど、支間長、高さ共に名港トリトンでは最大規模である。1989年12月に基礎工の施工に着手してから主桁の併合までに約7年を要した。
中央大橋が架橋されている水域は中央部に北航路（水深12 m）が設定され、ここは潮見ふ頭や金城ふ頭に着離桟する大型船が相当数航行する。北航路以外は小型船が航行し、1日あたり数百隻の船がここを通る。名古屋港のメイン航路だけに大型船を通過させるだけの橋梁規模を有するのが中央大橋である。それは高さに限らず、北航路以外も航路であることから橋脚と主塔の間隔が非常に長く、本橋を特徴づける一要因となっている。だが近年の大型クルーズ船の航行には高さが不足し、名古屋への観光客誘致の障害の一つになっている。
本橋は3径間連続斜張橋であり、A形の2本の主塔とその両端の橋脚により構成される。本項では日本道路公団（現・NEXCO中日本）の呼称に従い、金城ふ頭側の橋脚をP-1、同主塔をP-2、潮見ふ頭側主塔をP-3、同橋脚をP-4として記述する。また、建設省の資料に従って金城ふ頭と潮見ふ頭間の水域をB水域と記述する。

## 橋種選択
名古屋港横断道路の構想は、1964年5月の名古屋港管理組合が策定した港湾計画に端を発し、これが名古屋環状2号線に組み込まれて環状ルートの一部を形成するに至った。やがては産業道路として混雑をきたす名四国道のバイパスとして豊田市と四日市市間に第二名四国道が計画され、この内の名四東IC（現・名古屋南JCT） - 飛島IC間で環状2号と並行することとされ、両道路を併せて往復10車線の道路となった。のちに事業費を圧縮するために両道路は統合されて往復6車線の道路となった。さらに第二名四国道（伊勢湾岸道路）は国と自治体の思惑が合致したことによって第二東名、第二名神高速道路の一部に組み込まれた。
以上に見た経緯と連動して、名古屋港横断道路の構想は激しく変化した。1964年当初は「夢の大橋で結ぶ」と報道されたが、しばらく経過すると大橋あるいはトンネル方式とされた。そこへ往復10車線の構想が割り込むことで、橋梁、トンネルの区別なく膨大な構造で計画されるに至った。やがて海上横断道路は往復6車線に縮小され、ほぼ同時期に橋梁式に転換された。つまり、金城ふ頭と9号地（現・潮見ふ頭）間の横断形式は構想も含めて、橋梁→トンネル→橋梁の複雑な経過を辿ることになった。
橋梁に決定すると、西大橋は斜張橋（またはゲルバートラス橋）で、中央大橋と東大橋は吊り橋式で計画された。中央大橋を吊り橋としたのは、北航路（当時は内港航路と称した）の位置が当時は9号地寄りにあって、航路を跨ぐ必要から必然的に支間長が長大化することで斜張橋とするには当時の技術では難易度が高かったためである。また、東大橋は中央大橋に比べて支間長は短いが、中央大橋の地盤条件が悪いことから中央大橋の東側アンカレイジと東大橋の西側アンカレイジを共通とするために吊り橋を採用した。中央大橋吊り橋の当初案は往復10車線構想を反映して二層構造（ダブルデッキ型で上路4車線、下路6車線）とされ、トラス高12 m、主塔高さ141 mで予備設計されたが、その後の6車線化に対応してトラス高9 m、主塔高さ138 mに縮小された。橋長は1490 m、桁高さはこの時点の最もマストの高い船舶の入港実績から、航海練習船「日本丸」と「海王丸」の高さを基準として海面から48 mのクリアランスに2 mの余裕を加えた50 mで設計された。やがて東大橋の橋梁型式が斜張橋式に変更されたことで中央大橋単独のアンカレイジとなり、1978年には石油製品等の危険物を扱う9号地ルートの見直しが要請されたことでルートを北へずらして現状位置となった。
これによって桁下空間の変更とあいまって橋長1560 mに変更されることになり1979年3月に港湾計画に反映された。1978年度に船舶航行調査の結果に基づいて桁下空間の再検討を実施し、対象となる大型船舶を貨物船(19100D/W)として桁下空間を47 mに引き下げた。その後、吊り橋に必要なアンカレイジを支えるに必要な地盤がこの付近には無いことが問題化し、これによるクリープ（荷重が当初は一定に保たれていても時間と共にひずみが増す現象）発生が懸念されたことから、地盤が受ける負担の軽減を狙って支間長を縮小することになった。この問題は1974年における予備設計終了時点で既に判明しており、特に軟弱地盤の金城ふ頭におけるアンカレイジは常時大きな水平力が作用することから、基礎地盤が変形してアンカレイジが傾斜することが懸念されていた。また、支間長が長すぎることは建設費が莫大であることから有料道路としての採算性に問題があり、さらに9号地のインターチェンジが片方向アクセスとなることでサービスレベルダウンとなることから、橋の長さを縮小することは是非とも必要な対策であった。これらの問題を払拭するために、名古屋港管理組合は北航路位置の変更を決定し、B水域の概ね中間に移動することとした。これによって従来は航路をまたいで計画されていた東側の主塔が水域に設置することが可能となったことで、支間長は1560 mから1170 mへと縮小された。この変更を受けて9号地インター（現・名港潮見インターチェンジ）は両方向アクセス方式に変更された。橋梁規模縮小によって斜張橋式の採用が可能となったことで、吊り橋案と斜張橋案で検討した結果、工期、経済性に優れる斜張橋案が採用された。決定は1985年5月である。なお、中央径間縮小によってP-4橋脚が西へ移動してリノール油脂（現・日清オイリオグループ）の専用桟橋（15000重量トン級1バース）と重なることから、桟橋を南へずらす配置変更計画を1987年に策定している。
本橋は名古屋環状2号線の一部を構成するが、建設計画の面では名古屋環状2号線の中にあって大きく出遅れた。海上区間を橋梁かトンネルで跨ぐ点のみが論じられ、具体的な調査は1973年に入ってからであった。それも国の財政難と架橋反対を唱える船舶関係者への対応が原因であった。そして上述の如く1978年に橋梁案が正式決定されるとまたもや船舶航行に重大な障害が生じるのではないかという警戒論が出された。このため、名古屋港管理組合は船舶航行に一切の障害、危険を生じさせないために中部地方建設局に種々の申し入れを行い、最終計画案に反映させた。この中で中央大橋については最高潮位面から橋桁までの高さは47 mを確保、52番バース前面にターニングベースン（船が回頭する場所）を設置する、海中に防護施設を設けることなどが盛り込まれた。
当初は豊田市と四日市市を結ぶ伊勢湾岸道路の一部として計画された中央大橋も、1989年に伊勢湾岸道路を第二東名と第二名神のルートに含める基本計画が策定されると、それまで計画されていた道路規格を第二東名、第二名神に揃える必要が生じた。当初の道路規格は名二環と同じ第2種第1級（ただし設計速度80 km/h）、幅員32 mであったが、これを第１種第2級、設計速度100 km/hに引き上げ、幅員を37.5 mに拡大することになった。そのための都市計画決定は1991年8月に実施された。なお、中央大橋は斜張橋の設計が開始された後で規格変更されたため、斜張橋の当初案は塔高さ165 m、主桁幅はフェアリングを含めて30 mと、径間長は同じながら今より小ぶりであった。
1996年6月、1989年12月の下部工（基礎）の発注から6年半を要して上部工の主桁併合までこぎ着けた。併合の三週間後、主桁の連結式典「夢渡りフェステバル」が1996年7月13日と14日、当時世界第5位の規模を誇る斜張橋の誕生を祝うべく派手に開催された。愛知県警察音楽隊の演奏に始まり、愛知県知事と名古屋市長ら来賓によって溶接機のスイッチをオンにしてくす玉割りを挙行、続いて結婚行進曲にのって新郎新婦が登場し、ブリッジウェディングが行われた。また橋の広さを実感してもらう意図から橋上にテニスコートを仮設のうえテニススクールを開催し、コーチとして元プロテニス選手を招くという念の入れようであった。

## 構造

### 諸元
- 橋長 : 1170 m[38]
- 支間割 : 290 m+590 m+290 m[2]
- 桁下空間 : T.P+47 m[39]
- 基礎 : P-1、P-4 : 場所打鉄筋コンクリート杭　P-2、P-3 : ニューマチックケーソン[40]
- 型式 : 3径間連続鋼斜張橋[38]
- 主桁 : 変形六角形箱桁[38]
- ケーブル : セミパラレルワイヤー　直径7 mm[41]

### 下部工
支持層は海部弥富累層（あまやとみるいそう）で、その深さは海面下50 mにあって名港トリトンでは最も深い。3大橋の地層断面は東海層群が基礎を成し、東大橋付近でT.P-30 m付近であるが西に向かうほど深く傾斜することから、それよりも浅い位置にある海部弥富累層に支持を求めた。当該地層はよく締まった砂礫層である。
基礎形式は海中部橋脚のP-2、P-3がフローティング工法によるニューマチックケーソン、端部橋脚のP-1、P-4が現場打ちコンクリート杭である。P-2、P-3では鋼管矢板基礎と地中連続壁基礎も検討されたが、中央大橋区域は船舶の航行が多く、鋼管矢板基礎方式では広範囲の作業スペースを要することで航行禁止区域が大きくなる。一方の地中連続壁基礎は海上に島を築いてからケーソンを沈めることから、水深12 mの水域で施工するには莫大な工事と地盤改良を要することで、いずれも不採用となった。この点フローティング工法は築島を必要とせず、鋼殻ケーソンを海の浮力で浮かせてから海底に着底させるだけなので施工性、工事費ともに有利であることが採用の決め手となった。ただしニューマチックケーソンの問題点は、ケーソン底部の作業室に高圧の圧縮空気を送り込むことから窒素酔いもしくは潜函病発症のリスクが付きまとうことである。海面下50 mでは作業気圧が4気圧以上となって安全に作業出来る3気圧を上回る。作業室に地下水を流入させないための高圧圧縮空気の封入であることから、事前に地下水を汲み上げてしまえば海面下40 m以下でもそれほど高圧の圧縮空気を送り込む必要はなくなる。よって、ケーソン周辺に大深度の井戸を掘って揚水のうえ地下水位を下げる作業（ディープウェル工法）が併用された。ただし過度の揚水による周辺埋立地の地盤沈下が懸念されたことで、ケーソン周辺のみ揚水するために薬液注入による遮水壁を構築した。
ケーソン鋼殻を沈下させるにあたり、安定的な沈下を期するために海底の地盤改良を行った。沈下予定地は軟弱な沖積粘土層があって、これを海底から概ね10 mの位置まで砂を複数打ち込む工事（サンドコンパクション）を行うものである。打ち込みによって土が盛り上がり、これを含め不良土として回収したうえで厚さ2 mの砕石に置き換えることで地盤が改良される。これにより地盤支持力が強固となってケーソン鋼殻の安定沈降が可能となった。

### 主塔・橋脚
| 画像左 : 主塔上部は原則単ブロック溶接接合としたが水平梁上部はHTB接合である。ボルトで接合しているのが判る。画像右 : 下部工（基礎）の寸法を極力小さく抑えるために主塔下段水平梁以下をV字形に絞り込んだ。  |  | 画像左 : 主塔上部は原則単ブロック溶接接合としたが水平梁上部はHTB接合である。ボルトで接合しているのが判る。画像右 : 下部工（基礎）の寸法を極力小さく抑えるために主塔下段水平梁以下をV字形に絞り込んだ。 |
| 画像左 : 主塔上部は原則単ブロック溶接接合としたが水平梁上部はHTB接合である。ボルトで接合しているのが判る。 画像右 : 下部工（基礎）の寸法を極力小さく抑えるために主塔下段水平梁以下をV字形に絞り込んだ。 |  | |

主塔は規模が大きいため、基礎の寸法を極力縮小するために主桁を載せる下段水平梁より下層はV字形に絞り込んでいる。主塔の色は大白鳥が羽根を広げたイメージとして白とした。
中央大橋は名古屋港のメイン航路上に架橋されたことから、大型船の航行を考慮して主桁は概ね海面上50 mの高さである。その関係で主桁を支える主塔も他の2橋よりも高くなっている。その規模は190 m（T.P 基準では195 m）である。その高さから有害な発散振動の発生が風洞実験によって確認されたことで、中央大橋に限って塔断面を八角形とした。八角形断面としたことで主塔の振動が抑制できたことは、基礎構造をコンパクト化することに繋がり、結果的にコストダウンとなった。
架設工事は塔下層柱（高さ35 m）を主塔基部に据え付けることから始まった。V字形の柱2本が建ってから主桁を支える下段水平梁を架設し、この時点で後述の海中ベントを建てて主桁大ブロックをベントに載せる工事が開始された。従って主塔が完成してから主桁を架設したのではなく、主塔が上に伸びていく過程と並行して主桁も架設されたのである。下段水平梁より上は西大橋や東大橋のように工場でA形に組み上げたのち、フローティングクレーン船で現場に曳航して一括で架設、完成するプロセスが中央大橋では採用出来なかった。これは当時最大級のフローティングクレーン船の吊り能力4100トン、最大吊り高さ132 mに対し、中央大橋の主塔総重量は約6700トン、塔頂部高さTP+195 mで、クレーン船のポテンシャルを遙かにオーバーしたためである。このため上部柱を29ブロックに分割の上、P-2はクローラークレーン、P-3はタワークレーンで1ブロック毎に吊り上げて溶接接合した。ただし、上下水平梁上部はHTB（高力ボルト）で接合した。
P-1、P-4橋脚は東大橋、西大橋と共通の逆台形で、下段水平梁以下のV字型の塔形状にあわせ、統一感を演出した。橋脚中央にはスリット1本を設け、景観に配慮した。一見同じに見える両橋脚も、構造は全く異なる。基礎は共通の場所打ち杭だが、それぞれの橋脚が置かれた条件が上部工の違いを決定づけた。金城ふ頭側と違い、潮見ふ頭側はベント設置が不可能で、このためP-3主塔側主桁の架設はバランシング工法を採用している（後述）。そしてベントが無いことの裏返しとして、P-4橋脚が完成しないことには主桁架設が完了できないことを意味する。加えて、P-4橋脚付近の主桁架設は岸壁があるために台船が侵入できず、主桁の直下吊りは不可能である。よって、P-4側端部の主桁3ブロックは工場で一体化たものをフローティングクレーン船で曳航して一括架設することになった。このことからP-4橋脚の急速施工が要請され、P-1のような鉄筋を組んでいては時間がかかりすぎることから、直線矢板および角形鋼板、形鋼等に加工を施した部材（エレメント）を鉄筋代わりに使用した。エレメントは工場製作のため現場ヤードを不要とし、型枠もエレメントが兼ねることからある程度省略できた。鉄筋は橋脚表面のひび割れ防止筋など最小限にとどめられた。

### 主桁

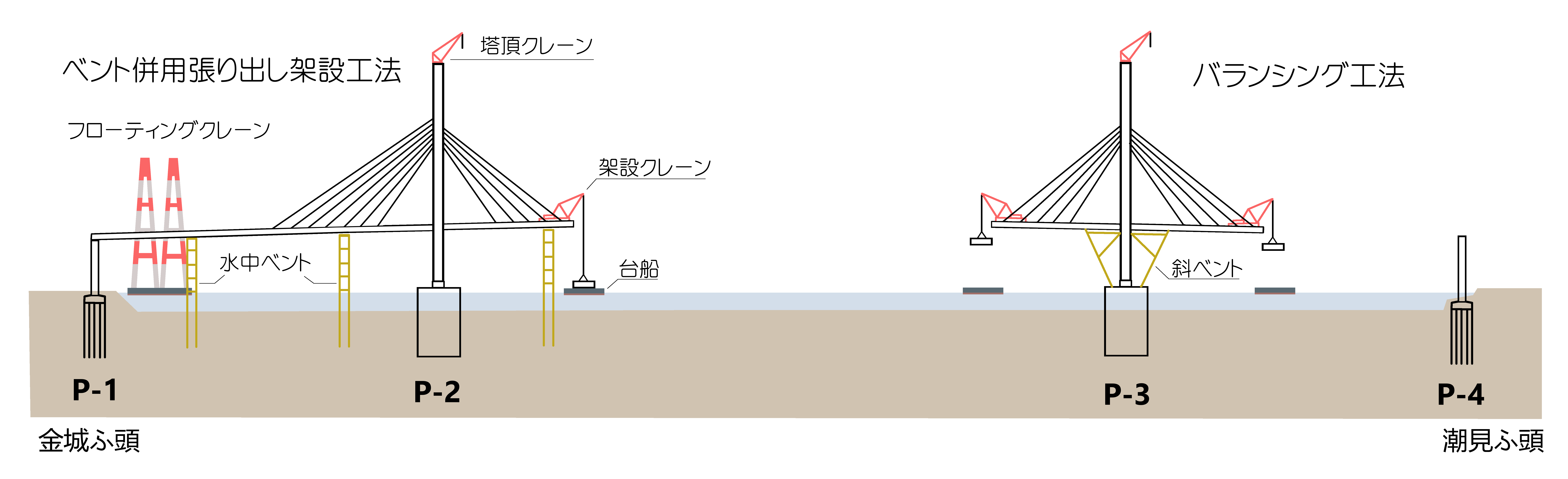
主桁架設工法を示す図。張り出し架設工法を採用したが、P-2側はベント（ステージング）併用、P-3側は水中ベントが建てられないのでバランシング工法を採用した。ケーブルを主桁架設中でも活用できることがマルチケーブル方式斜張橋の大きなメリットである。
図の出典：『土木技術』Vol.53・No.5、1998年5月号、30頁

斜張橋のため風による振動が特に心配されたことから風の抵抗を軽減できる薄型を採用した。そして自動車や風等によるねじり変形に抗する強度確保や塗装等メンテナンスの容易さから一体型の多室箱型とされ、両端に三角形状のフェアリング(Fairing:空気力低減のために整形すること、その部材）を取り付けた六角形が選択された。主桁両端にてケーブルを連結して吊り上げる2面吊り方式である。全幅は37.5 m、全高は3.5 mである。また、メイン航路に架橋されることから主桁も非常に高く、T.P+63 m、桁下空間は55 m（航路空間は47 m）である。
主塔高さもさることながら、中央大橋が他の2橋と大きく異なるのはその径間比である。側径間（P-1とP-2間、P-3とP-4間の径間）も航路となっていることから中央径間（P2とP3間）と並んで側径間も長く、その径間割は290 m+590 m+290 m（側径間と中央径間の比率は1:2）である。このレベルまで長いと側径間に自動車を載荷したあかつきには主桁が重量で沈み込むことで主塔が側径間側へ大きく変形する。さらに中央径間の主桁が盛り上がることで主桁も大きくたわむ。この変形を抑え込むために当初設計段階では中央径間中央に重量物を載荷することが検討された。この場合、重量増によって架設機材が大型化することに加え、下部工の負担が増すなど不利な要素が多く、ケーブル配置や張力を工夫することで対応することとして重量物は載荷なしとした。
主桁架設は金城ふ頭側が水中ベント（Bent : 橋脚を意味するが日本では仮支柱をベントと呼ぶ。ステージングともいう）併用による張り出し架設工法、潮見ふ頭側がバランスド張り出し架設工法（バランシング工法）を採用した。金城ふ頭側の場合、水中ベントを主塔近辺に設置のうえ、フローティングクレーン（船に載ったクレーン）によって主桁3ブロック（全長116 m - 150 m）を水中ベント上にまとめて載せた後にケーブルと連結させる。つまりケーブル連結までは水中ベントで主桁を支える。内港航路にはベントを設置できないことから、架設した主桁に架設クレーンを置き、台船に積まれた主桁単ブロックを架設クレーンで吊り上げて連結し、併せてケーブル架設も行うことで主桁は少しずつ中央部に向かって張り出されていく。一方、潮見ふ頭側では航路の関係上水中ベントを設置出来ないためにバランシング工法を採用した。P-3主塔両脇に斜ベントを設置してフローティングクレーンで主桁大ブロックを載せる。その後左右均等に単ブロックを継ぎ足し、左右のバランスを取りながら少しずつ主桁を伸ばしていく工法である。このバランスが崩れると一方に負荷がかかって主塔が曲がるなどの悪影響を及ぼす。こうしてP-2、P-3の両主塔から伸長した主桁は最後の単ブロックを吊り上げることで併合する。この際、主桁接合を容易化するため左右の主桁をそれぞれ陸側に移動（セットバック）して左右主桁の間隔を押し広げる。台船から吊り上げた主桁は水平に吊り上げてははまらないため、一方を下げて傾斜しながら吊り上げて所定高さで水平を回復、セットバックを開放して左右主桁を中央に寄せて併合した。1996年6月22日のことで、中央大橋が下部工を発注してから7年目のことであった。

### ケーブル
セミパラレルワイヤー（NEW-PWS）で、直径7 mmの亜鉛メッキ鋼線を平行に束ね、これを179本から398本までに結束したものを都合10種類製作した。最も太いケーブルは直径173 mmで、最少は124 mmである。主塔側を細いケーブルとして、そこから離れるに従って太くしている。また最も太いケーブルは1本で2445 tの重量を支える強度があるが、全体では136本のケーブルで136000 tの重量を支えることが出来る。ただし、安全率を高めに取っていることから実際はその2倍の強度を有する。なお、ワイヤーにねじりを加えてその上から防錆、ケーブル保護のために高密度ポリエチレンを直接押し出して被覆したが、さらにその上に夜間におけるライティング効果を高めるためにフッ素樹脂を被膜してケーブルカラーを白とした。このように中央大橋では主塔、主桁、ケーブルの全てが白で統一されている。
ケーブルは主塔から放射状（ファン型）に伸びて主桁に連結している。主桁の両サイドで連結する2面吊り方式で、17本（17本が8面あるため合計136本）のケーブルで支えるマルチケーブル配置である。複数本あることから先述の張り出し架設工法およびバランシング工法で完成時のケーブルを架設時にも利用できるメリットがある。
ケーブルは雨や風によって影響を受け、それがレインバイブレーションとして主桁や主塔に対して影響を与える。雨が降った場合、ケーブルを伝って流れる水みちができた所へ、特定の風速帯の風が吹き付けることがその原因とされる。振動防止策としては各ケーブルを水平ワイヤーで横断的に連結することが考えられるが、西大橋一期線でそれを試みるも、のちにワイヤーが破断しているのが発見された。レインバイブレーションは中央大橋でもその発現が予測されたことから、制振対策を行なうことになった。西大橋と東大橋はケーブル定着部に高減衰ゴムを組み込むことで対応したが、ケーブル長が極端に長い中央大橋では振動を抑制できないことから、ゴムに代えて粘性せん断ダンパーを使用した。これも主桁とケーブルの定着部付近に設置されたが、ゴムと違って装置が露出することから高欄天端よりも低い位置に設置することで、視界からシャットアウトして美観を損ねないように配慮した。

## 歴史
- 1979年（昭和54年）8月10日 : 名古屋環状2号線海上部が都市計画決定（L=9.83 km)[86]。
- 1985年（昭和60年）5月1日 : 中央大橋の橋脚位置変更に伴う桁下空間変更のための港湾計画変更を公告[87]。
- 1987年（昭和62年）11月20日 : 名港中央大橋を含む東海 - 金城ふ頭間(3.9 km)が事業化[87]。
- 1989年（平成元年）
  - 7月28日 : 伊勢湾岸道路の前後で第二東名、第二名神高速道路が基本計画区間に組み入れられたことによる事業変更[88]。
  - 12月18日 : 中央大橋下部工工事発注[88]。
- 1990年（平成2年）
  - 4月4日 : 伊勢湾岸道路起工式[88]。
- 1991年（平成3年）
  - 3月28日 : 中央大橋西塔鋼殻引き込み[88]。
  - 4月13日 : 中央大橋東塔鋼殻引き込み[88]。
  - 8月28日 : 弥富 - 大府間の都市計画変更。これに伴って東大橋を含む伊勢湾岸道路の道路幅員、道路規格が変更[注釈 4][89][90]。
- 1992年（平成4年）
  - 6月 : 中央大橋東塔ケーソン沈下掘削完了[91]。
  - 8月3日 : 中央大橋西塔ケーソン沈下掘削完了[91]。
- 1993年（平成5年）
  - 1月14日 : 中央大橋下部工竣工[91]。
  - 8月5日 : リノール油脂と物件移転に伴う補償契約を締結[91]。
- 1994年（平成6年）
  - 1月29日 : 中央大橋東塔下層柱架設[91]。
  - 2月3日 : 中央大橋西塔下層柱架設[91]。
  - 2月28日 : 中央大橋西塔下段水平梁架設[91]。
  - 3月11日 : 中央大橋主桁G1大ブロック架設[91]。
  - 3月19日 : 中央大橋主桁G3大ブロック架設[91]。
  - 3月24日 : 中央大橋主桁G4大ブロック架設[91]。
  - 3月31日 : 中央大橋主桁G2大ブロック架設[91]。
  - 6月22日 : 中央大橋西塔小ブロック架設開始[91]。
  - 7月13日 : 中央大橋西塔第1工事および西主桁工事竣工[91]。
  - 11月10日 : 中央大橋東塔小ブロック架設終了[91]。
  - 12月2日 : 中央大橋西塔小ブロック架設終了[92]。
- 1995年（平成7年）
  - 3月15日 : 中央大橋東塔工事竣工[92]。
  - 6月17日 : 中央大橋主桁直下吊り架設開始[92]。
- 1996年（平成8年）
  - 3月15日 : 中央大橋東主桁工事および西塔第2工事竣工[92]。
  - 6月22日 : 中央大橋主桁併合ブロック架設[92]。
  - 7月13日 : 中央大橋主桁連結式。「夢渡りフェスティバル」開催（14日も含めて）[92]。
  - 12月18日 : 中央大橋西塔で夜間のライトアップの試験点灯[93]。
- 1997年（平成9年）
  - 7月19日 : 中央大橋東西両塔の点灯式[93]。
  - 7月20日 : 名港3大橋の愛称を「名港トリトン」として発表[93]。
  - 8月29日 : 中央大橋西塔第2工事竣工[93]。
- 1998年（平成10年）3月30日 : 供用開始[93]。